# Momoiro Clover Z
Momoiro Clover Z (Jap.: ももいろクローバーZ Momoiro Kurōbā Zetto, letterlijk "roze klaver Z") is een populaire Japanse meidengroep. Vaak wordt de bandsnaam afgekort tot Momoclo (Jap.: ももクロ Momokuro). De groep werd opgericht door Startdust Promotion in 2008 en wordt sinds 2011 gevormd door vijf tienermeisjes.

## Geschiedenis
Momoiro Clover werd in 2008 opgericht door de talentagentschap Startdust Promotion. De groep bestond uit meisjes die zich ten doel stelden "geluk te verspreiden". Ze debuteerde in 2009 met hun single "Momoiro Punch". In mei 2010 maakt de band zijn major debuut bij het label Universal J. De bands eerste major single "Ikuze! Kaitō Shōjo" wordt een top-drie-hit. Een jaar later, na het afscheid van Akari Hayami op 10 april 2011, werd de bandnaam gewijzigd in "Momoiro Clover Z". Sindsdien wordt de groep gevormd door vijf meisjes.
Hun eerste album Battle and Romance werd in juli 2011 uitgebracht. In november 2012 scoorde de band zijn eerste nummer één hit in de Billboard Japan Hot 100.

## Leden
| Naam                        | Geboortedatum | Lidkleur | Opmerkingen       |
| --------------------------- | ------------- | -------- | ----------------- |
| Kanako Momota (百田 夏菜子) | 12 juli 1994  | Rood     | Leider            |
| Shiori Tamai (玉井 詩織)    | 4 juni 1995   | Geel     | Bijnaam: Shiorin  |
| Ayaka Sasaki (佐々木 彩夏)  | 11 juni 1996  | Roze     | Bijnaam: Ārin     |
| Reni Takagi (高城 れに)     | 21 juni 1993  | Paars    | Voormalige leider |

### Ex-leden
| Naam                       | Geboortedatum | Lidkleur | Opmerkingen                                   |
| -------------------------- | ------------- | -------- | --------------------------------------------- |
| Akari Hayami (早見 あかり) | 17 maart 1995 | Blauw    | bijnaam: Akarin afgestudeerd op 10 april 2011 |
| Momoka Ariyasu (有安 杏果) | 15 maart 1995 | Groen    | Kleinste lid                                  |

Andere
- Runa Yumikawa (弓川留奈); geboren 4 februari 1994
- Tsukina Takai (高井 つき奈); geboren 6 juli 1996
- Miyū Wagawa (和川 未優); geboren 19 december 1993
- Manami Ikura (伊倉 愛美); geboren 4 februari 1994
- Sumire Fujishiro (藤白 すみれ); geboren 8 mei 1994
- Yukina Kashiwa (柏 幸奈); geboren 12 augustus 1994

## Discografie

### Singles
| Nr.                 | Titel | Verschijningsdatum  | Hoogste positie             | Hoogste positie         | Certificaat (RIAJ)  | Album               |                     |                     |
| Nr.                 | Titel | Verschijningsdatum  | Oricon Weekly Singles Chart | Billboard Japan Hot 100 | Certificaat (RIAJ)  | Album               |                     |                     |
| Onafhankelijk label | Onafhankelijk label                                                                                      | Onafhankelijk label | Onafhankelijk label         | Onafhankelijk label     | Onafhankelijk label | Onafhankelijk label | Onafhankelijk label | Onafhankelijk label |
| ------------------- | --- | ------------------- | --------------------------- | ----------------------- | ------------------- | ------------------- | ------------------- | ------------------- |
| 1                   | "Momoiro Punch" (ももいろパンチ, Momoiro Panchi)                                                         | 5 augustus 2009     | 23                          | —                       |                     | —                   |                     |                     |
| 2                   | "Mirai e Susume!" (未来へススメ！)                                                                       | 11 november 2009    | 11                          | —                       |                     | —                   |                     |                     |
| Major label         | |                     |                             |                         |                     |                     |                     |                     |
| 1                   | "Ikuze! Kaitō Shōjo" (行くぜっ！怪盗少女)                                                                | 5 mei 2010          | 3                           | 19                      |                     | Battle and Romance  |                     |                     |
| 2                   | "Pinky Jones" (ピンキージョーンズ)                                                                       | 10 november 2010    | 8                           | 28                      |                     | Battle and Romance  |                     |                     |
| 3                   | "Mirai Bowl / Chai Maxx" (ミライボウル/Chai Maxx, Mirai Bōru / Chai Makkusu)                             | 7 maart 2011        | 3                           | 12                      |                     | Battle and Romance  |                     |                     |
| 4                   | "Z Densetsu ~Owarinaki Kakumei~" (Z伝説 ～終わりなき革命～)                                              | 6 juli 2011         | 5                           | 22                      |                     | Battle and Romance  |                     |                     |
| 5                   | "D' no Junjō" (D'の純情)                                                                                 | 6 juli 2011         | 6                           | 59                      |                     | Battle and Romance  |                     |                     |
| 6                   | "Rōdō Sanka" (労働賛歌)                                                                                  | 23 november 2011    | 7                           | 13                      |                     | 5th Dimension       |                     |                     |
| 7                   | "Mōretsu Uchū Kōkyōkyoku. Dai Nana Gakushō „Mugen no Ai“" (猛烈宇宙交響曲・第七楽章「無限の愛」)         | 7 maart 2012        | 5                           | 2                       | Goud                | 5th Dimension       |                     |                     |
| 8                   | "Otome Sensō" (Z女戦争)                                                                                  | 27 juni 2012        | 3                           | 3                       | Goud                | 5th Dimension       |                     |                     |
| —                   | "Nippon Egao Hyakkei" (ニッポン笑顔百景) - uitgebracht onder de naam van Momoclo Tē Ichimon (桃黒亭一門) | 5 september 2012    | 6                           | —                       |                     |                     |                     |                     |
| —                   | "Ikuze! Kaitō Shōjo ~Special Edition~" (行くぜっ！怪盗少女 ～Special Edition～) - opnieuw uitgebracht    | 26 september 2012   | 7                           | 29                      |                     |                     |                     |                     |
| 9                   | "Saraba, Itoshiki Kanashimitachi yo" (サラバ、愛しき悲しみたちよ)                                        | 21 november 2012    | 2                           | 1                       | Goud                | 5th Dimension       |                     |                     |
| 10                  | "Gounn" (GOUNN)                                                                                          | 6 november 2013     | 2                           | 2                       |                     | -                   |                     |                     |
| 11                  | "Naite mo Iin Da yo" (泣いてもいいんだよ)                                                                | 8 mei 2014          | 1                           | 2                       |                     | Amaranthus          |                     |                     |
| 12                  | Moon Pride                                                                                               | 30 juli 2014        | 3                           | 3                       | -                   | Hakkin no Yoake     |                     |                     |
| 13                  | "Yume no Ukiyo ni Saite Mi na" (夢の浮世に咲いてみな)                                                    | 28 januari 2015     | 3                           | -                       | -                   | Hakkin no Yoake     |                     |                     |
| 14                  | "Seishunfu" (青春賦)                                                                                     | 11 maart 2015       | 4                           | 4                       | -                   | Amaranthus          |                     |                     |
| 15                  | "Z no Chikai" (「Z」の誓い)                                                                              | 29 april 2015       | 4                           | 5                       | -                   | Hakkin no Yoake     |                     |                     |
| 16                  | "The Golden History" (ザ・ゴールデン・ヒストリー)                                                        | 7 september 2016    | 3                           | 4                       | -                   | TBA                 |                     |                     |
| 17                  | "Blast" (BLAST)                                                                                          | 2 augustus 2017     | 3                           | -                       | -                   | TBA                 |                     |                     |

### Albums
| Nr. | Titel                                                            | Verschijningsdatum             | Hoogste positie            | Certificaat (RIAJ) |
| Nr. | Titel                                                            | Verschijningsdatum             | Oricon Weekly Albums Chart | Certificaat (RIAJ) |
| --- | ---------------------------------------------------------------- | ------------------------------ | -------------------------- | ------------------ |
| 1   | Battle and Romance (バトル アンド ロマンス, Batoru ando Romansu) | 27 juli 2011                   | 3                          | Goud               |
| 2   | 5th Dimension (5TH DIMENSION, Fifusu Dimenshon)                  | 10 april 2013                  | 1                          |                    |
| 3   | Amaranthus (AMARANTHUS)                                          | rowspan="2"\| 17 februari 2016 | 2                          |                    |
| 4   | Hakkin no Yoake (白金の夜明け)                                   | 1                              |                            |                    |

## Videografie

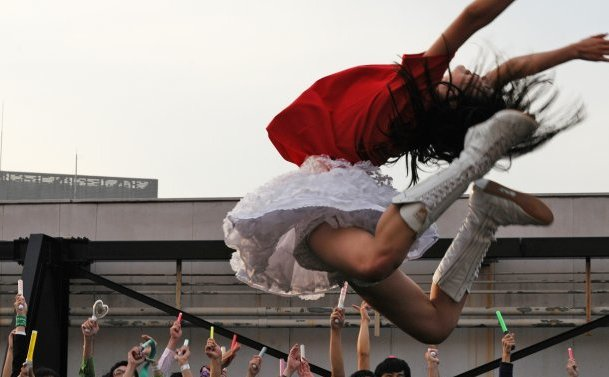
"Ikuze! Kaitō Shōjo"

| Single nr.          | Titel                                                               | Link naar de officiële video |
| Onafhankelijk label | Onafhankelijk label                                                 | Onafhankelijk label          |
| ------------------- | ------------------------------------------------------------------- | ---------------------------- |
| 1                   | "Momoiro Punch"                                                     |                              |
| 2                   | "Mirai e Susume!"                                                   |                              |
| Major label         |                                                                     |                              |
| 1                   | "Ikuze! Kaitō Shōjo"                                                | kijken                       |
| 2                   | "Pinky Jones"                                                       | kijken                       |
| 2                   | "Coco Natsu" (ココ☆ナツ)                                            |                              |
| 2                   | "Kimi to Sekai" (キミとセカイ)                                      |                              |
| 3                   | "Mirai Bowl"                                                        | kijken                       |
| 3                   | "Chai Maxx"                                                         | kijken                       |
| 4                   | "Z Densetsu ~Owarinaki Kakumei~"                                    | kijken                       |
| 5                   | "D' no Junjō"                                                       | kijken                       |
| 6                   | "Rōdō Sanka"                                                        | kijken                       |
| 6                   | "Santa-san" (サンタさん)                                            | kijken                       |
| 7                   | "Mōretsu Uchū Kōkyōkyoku. Dai Nana Gakushō „Mugen no Ai“"           | kijken                       |
| 8                   | "Otome Sensō"                                                       | kijken                       |
| 8                   | "PUSH"                                                              | kijken                       |
| 8                   | "Mite Mite Kocchichi" (みてみて☆こっちっち) (choreografische video) | kijken                       |
| 9                   | "Saraba, Itoshiki Kanashimitachi yo"                                | kijken                       |
| 9                   | "Wee-Tee-Wee-Tee"                                                   | kijken                       |